# Martinet de Bates
Apus batesi
Espèce
Statut de conservation UICN

 LC  : Préoccupation mineure
Le Martinet de Bates (Apus batesi) ou Martinet noir de Bates, est une espèce de Martinet, oiseau appartenant à la famille des Apodidés.
C'est une espèce monotypique (non subdivisée en sous-espèces).
Son nom normalisé français comme son nom scientifique rendent hommage à l'ornithologue américain, George Latimer Bates.

## Aire de répartition
Son aire dissoute s'étend sur le Liberia, le Ghana, le Nigeria, le Cameroun, la Guinée équatoriale, le Gabon, la République du Congo, la République démocratique du Congo et la République centrafricaine.